# Schackstedt
Schackstedt ist ein Ortsteil der Stadt Aschersleben im Salzlandkreis in Sachsen-Anhalt.

## Geografie
Schackstedt liegt südwestlich von Bernburg (Saale) im Harzvorland.

## Geschichte
Am 1. Januar 2010 wurde die bis dahin selbstständige Gemeinde Schackstedt in die Stadt Aschersleben eingemeindet.

## Politik

### Bürgermeister
Der Bürgermeister der Gemeinde Schackstedt ist Thomas Helbig.

### Wappen
Das Wappen wurde von der Magdeburger Kommunalheraldikerin Erika Fiedler gestaltet.

### Partnerschaften
Schackstedt pflegt seit 1991 eine Partnerschaft mit Dannstadt-Schauernheim in Rheinland-Pfalz.

## Kultur und Sehenswürdigkeiten

### St.-Kilians-Kirche
Die Schackstedter Kirche ist die einzige Kilians-Kirche in der evangelischen Landeskirche Anhalt, es gibt noch drei weitere im Bereich Naumburg im Bundesland Sachsen-Anhalt.
Das heutige Gebäude steht in der Tradition der alten Kirche, die Ende des 19. Jahrhunderts abgerissen wurde. Ihre Geschichte reicht möglicherweise zurück in die Zeit der iroschottischen Mönche im 8. Jahrhundert und kann von daher als früheste Stätte des Christentums in Anhalt gelten. Vermutlich gab es damals auf dem heutigen Kirchberg eine von einem iroschottischen Mönch gegründete Klosterzelle, eine sogenannte „Insel der Heiligen“.
Die St.-Kilians-Kirche wurde in den Jahren 1883 bis 1884 erbaut. Holzbildhauer Gustav Kuntzsch, Wernigerode, lieferte die Kanzel, Nummerntafeln, Opferstöcke, ein Lesepult und Türen. Die Baukosten betrugen 56.813,23 Mark. Am 3. Advent 1884 fand die Einweihung statt.
Das Pfarrhaus, im gleichen Backsteinstil wie die Kirche errichtet, wird vermietet und zu kirchlichen Zwecken genutzt. Des Weiteren gehört zum Pfarrhaus ein weitläufiger Garten, welcher erst seit den letzten Jahren wieder an Gestalt gewinnt. Die Natursteinmauer, welche das Gartengrundstück umgibt, ist repariert worden. Das Gemeindehaus Dietrich-Bonhoeffer-Heim liegt im Hof des Grundstückes. Es wird für die Gemeindearbeit genutzt. Eine 1973 in Anwesenheit seines Biografen Eberhard Bethge angebrachte Gedenktafel erinnert an den antifaschistischen Theologen, der 1945 im KZ Flossenbürg ermordet wurde. Nach 2002 erfolgte eine Sanierung der Gebäude. Die derzeitige Pfarrerin wohnt nicht mehr in Schackstedt und die Kirchengemeinde besitzt nur noch eine halbe Pfarrstelle.

## Wirtschaft und Infrastruktur

### Wirtschaft
Es gibt im Ort eine Baufirma, einen Edelstahlbau, eine Schlosserei, ein Küchenstudio, einen Gartengerätehandel, einen Grillimbiss an der Bundesstraße 6, ein Sachverständigenbüro und Landwirtschaft im Haupt- und Nebenerwerb. Nach der Wende wurden die Einkaufsmöglichkeiten im Ort geschlossen. Früher gab es Bäcker, Landkaufhaus, Konsum und Martchens kleinen „Krämerladen“.

### Verkehr
Durch die Gemarkung Schackstedt verläuft die Bundesstraße 6, Halle (Saale) nach Quedlinburg. Die Bundesautobahn 14, die von Halle (Saale) nach Magdeburg führt, liegt im Osten von Schackstedt.